# Gare de Saint-Avold
Gare de Saint-Avold vasútállomás Franciaországban, Saint-Avold településen.

## Vasútvonalak
Az állomást az alábbi vasútvonalak érintik:
- Rémilly–Saarbrücken-vasútvonal

## Kapcsolódó állomások
A vasútállomáshoz az alábbi állomások vannak a legközelebb:
- Gare de Teting
- Gare de Hombourg-Haut